# Premier vol habité
Premier vol habité (abgekürzt PVH, französisch für „erster bemannter Flug“) war der Name eines französisch-sowjetischen Forschungsprojekts, in dessen Rahmen zum ersten Mal ein Franzose ins Weltall flog.

## Vorbereitung
Grundlage dieses französisch-sowjetischen Projekts war ein Angebot des sowjetischen Staatsoberhaupts Breschnew an den französischen Präsident Giscard d’Estaing vom April 1979, einen französischen Raumfahrer an Bord eines Sojus-Raumschiffes zu einer sowjetischen Raumstation zu bringen.
Die französische Raumfahrtbehörde CNES suchte unter 400 Bewerbern schließlich zwei aus, die für diesen Flug vorbereitet wurden: Jean-Loup Chrétien und Patrick Baudry.

## Wissenschaftliches Programm
Für diesen Raumflug wurden neun wissenschaftliche Experimente vorbereitet:

### Astronomie
- PIRAMIG: Hochempfindliche Kamera für den sichtbaren und nahen Infrarotbereich zum Studium der Mesosphäre und Stratosphäre, aber auch des Weltraums.
- PCN: (Photographie du Ciel Nocturne) (Fotografie des Nachthimmels): Hierbei wurden sehr schwache Lichtquellen fotografiert, unter anderem entlegene Regionen des Alls, interstellare Staubwolken oder die Verteilung von Blitzen in tropischen Gewittern.

### Materialwissenschaft
- DIFFUSION:: Bei diesem Experiment wurde eine polykristalline Legierung in ihrer eigenen Flüssigkeit aufgelöst, um Diffusionen im flüssigen Zustand zu untersuchen.
- IMMISCIBLE: Herbei wurden Legierungen hergestellt, indem metallische Emulsionen in der Schwerelosigkeit erstarrten.

### Medizin
- DS1: Dieses Experiment nutzte den Dopplereffekt, um die Fließgeschwindigkeit des Blutes in Arterien zu messen. Damit untersuchte man die Auswirkung der Schwerelosigkeit auf den Blutkreislauf.
- ECHOGRAPHIE: Dieses Experiment untersuchte die Fließgeschwindigkeit des Blutes und den Querschnitt von Herz und Blutgefäßen. Verglichen wurden Werte vor, während und nach dem Raumflug. Dabei wurde erstmals Sonografie im Weltall eingesetzt.

### Biowissenschaft
- POSTURE: Experiment zur Untersuchung der Muskeltätigkeit und Sinneswahrnehmung in der Schwerelosigkeit
- CYTOS II: Das Cytos-Programm wurde bereits auf der Raumstation Saljut 6 begonnen. Cytos II untersuchte das Verhalten von Bakterien auf Antibiotika in der Schwerelosigkeit.
- BIOBLOC III: Dieses Experiment untersuchte, inwieweit schwere kosmische Ionen Auswirkungen auf lebende Organismen oder deren Erbgut haben.

## Flugverlauf
Chrétien startete im Raumschiff Sojus T-6 zusammen mit Kommandant Wladimir Dschanibekow und Bordingenieur Alexander Iwantschenkow am 24. Juni 1982. Am Folgetag koppelten sie an die Raumstation Saljut 7, die zu dieser Zeit von der ersten Langzeitbesatzung Anatoli Beresowoi und Walentin Lebedew bemannt war.
Ein Mannschaftsaustausch war nicht geplant, und so kehrten Dschanibekow und Iwantschenkow mit Chrétien am 2. Juli in ihrem Raumschiff wieder zur Erde zurück.

## Bedeutung der Mission
Dieser Flug war die erste Weltraumkooperation der Sowjetunion mit einem westeuropäischen Land. Zuvor waren im Rahmen des Interkosmos-Programms nur Kosmonauten aus kommunistischen Ländern Gast an Bord sowjetischer Raumstationen.